# Suvorov (film)
Suvorov (Суворов) è un film sovietico del 1941 diretto da Vsevolod Pudovkin e Michail Doller e basato sulla vita del generale Aleksandr Vasil'evič Suvorov.